# نیروی دریایی سوئد

منطقه لاپلاند

نیروی دریایی پادشاهی سوئد (به سوئدی: Svenska marinen) یکی از پنج شاخهٔ نیروهای مسلح سوئد می‌باشد که مسئولیت حفاظت و حراست از آب‌های سرزمینی، مناطق انحصاری، شمالگان و جزایر پادشاهی سوئد را در برابر هر گونه تجاوز نظامی خارجی دریایی را برعهده دارد.

## نگارخانه

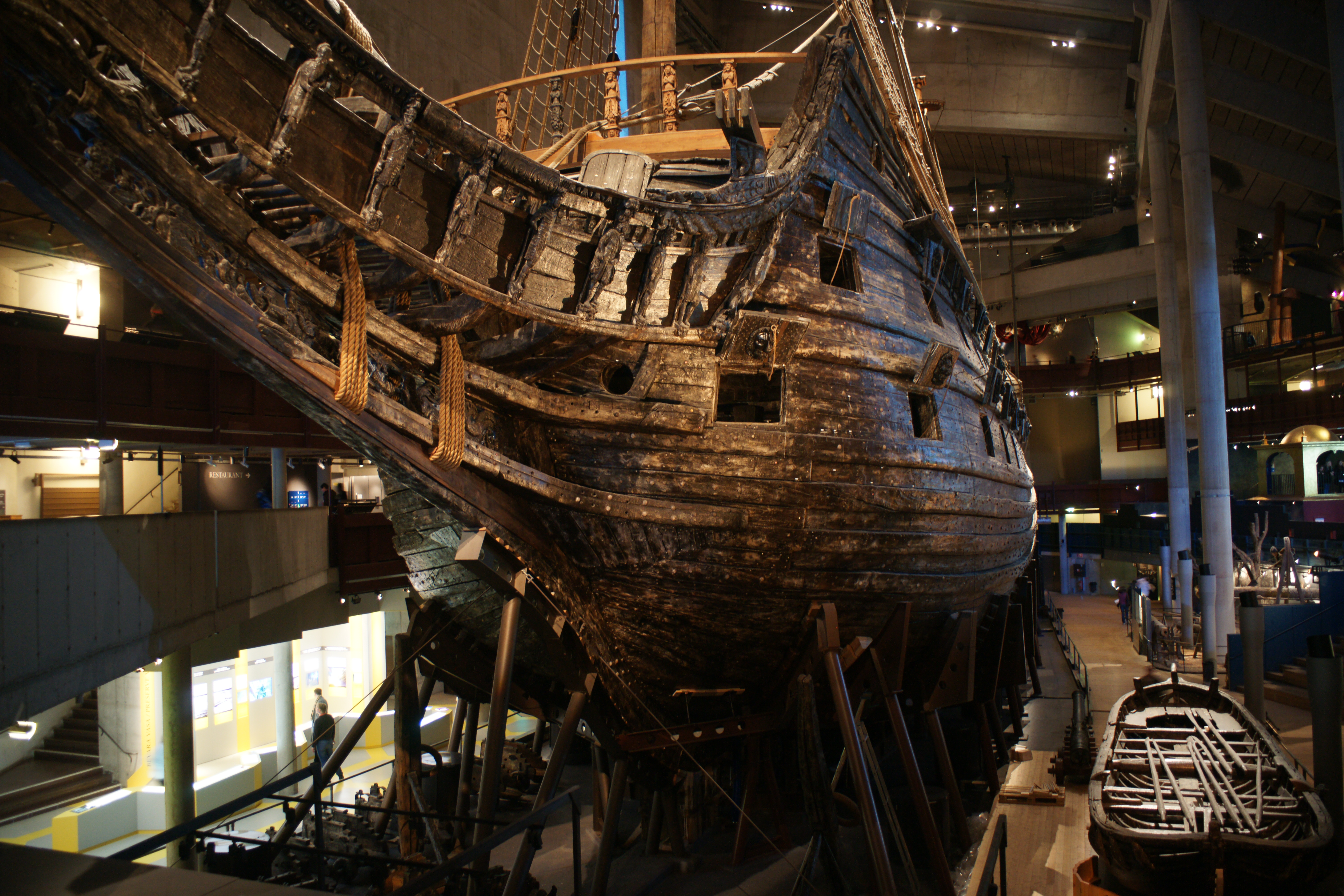
گالئون واسا
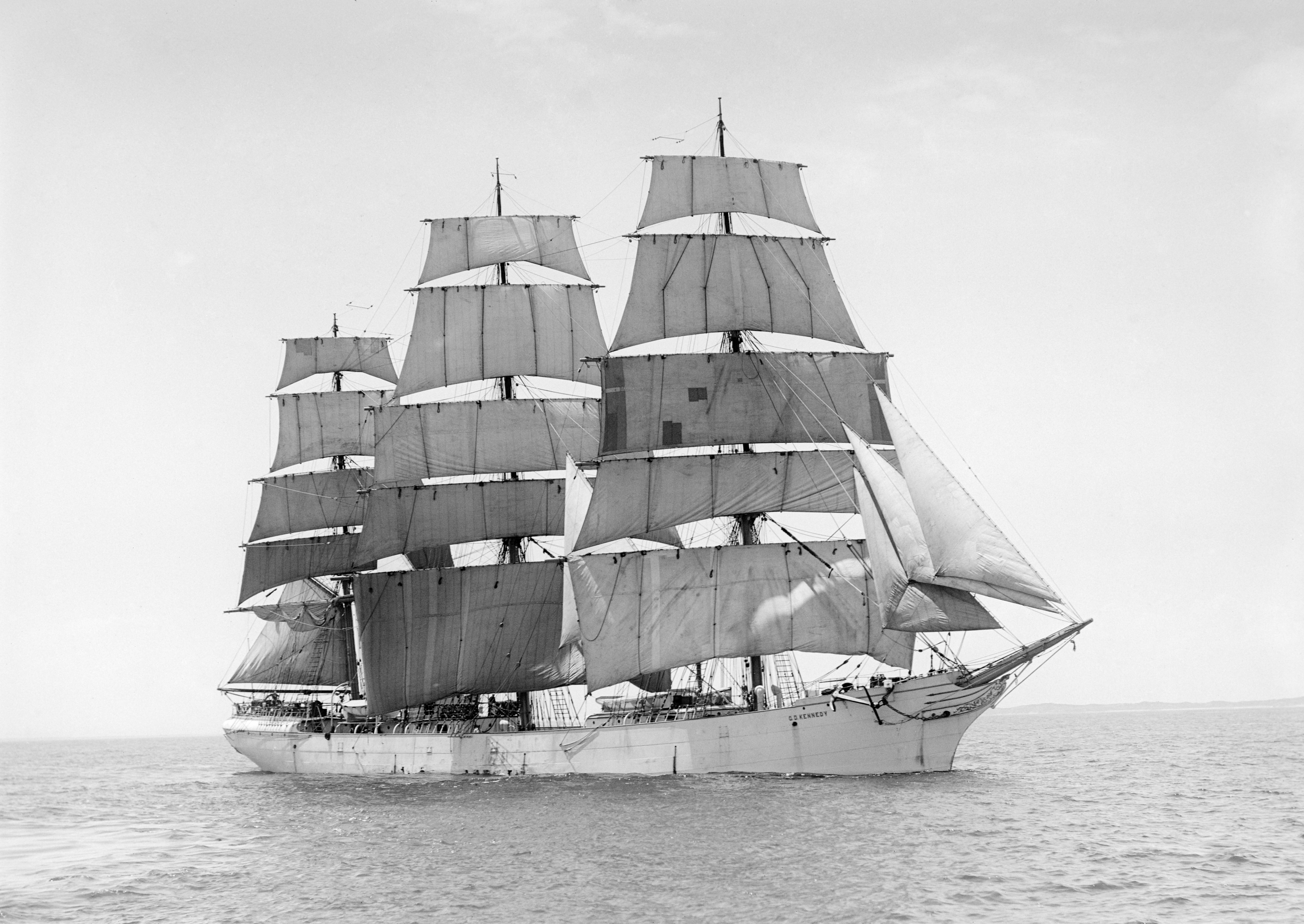
جی‌دی کندی
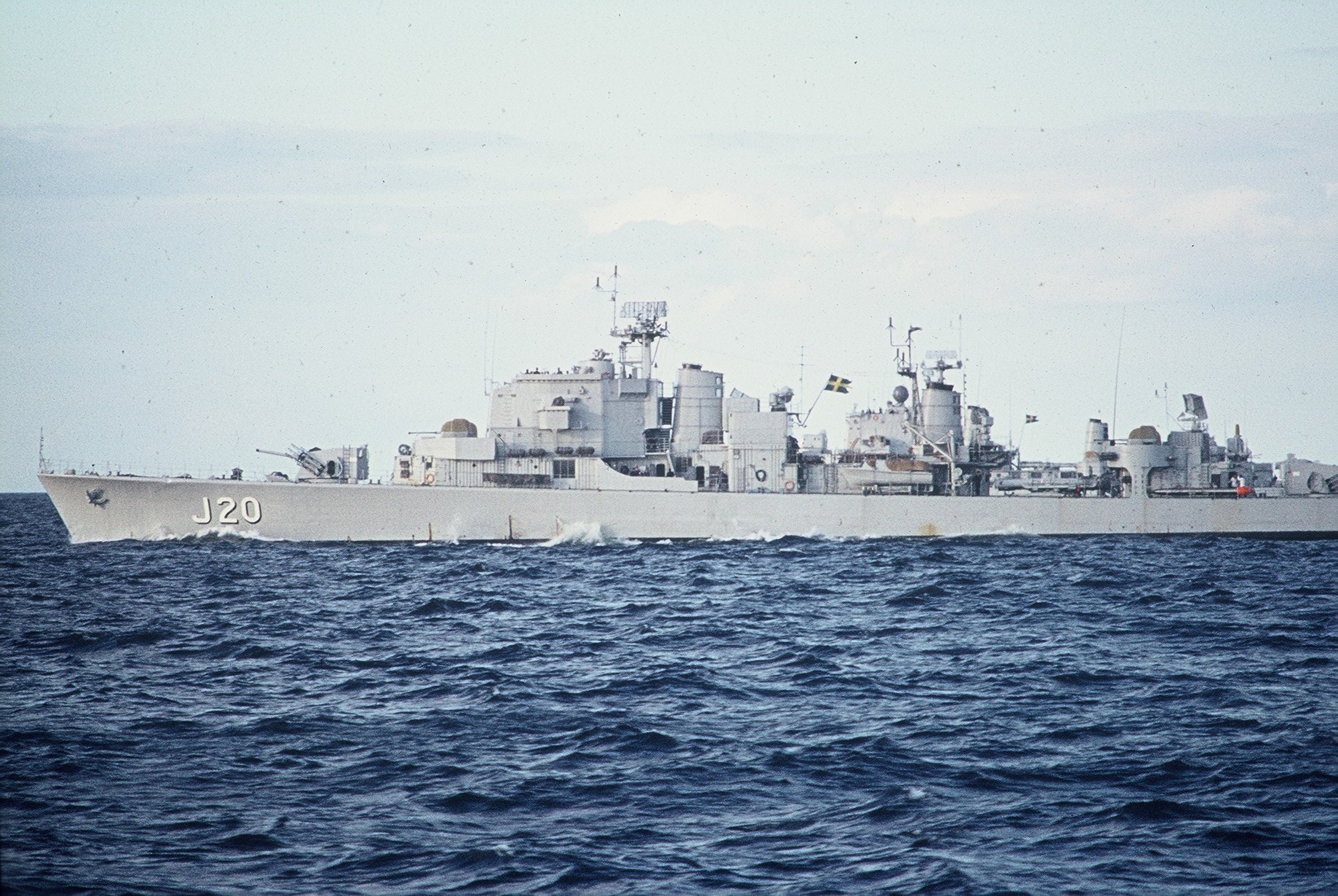
دیسترویر کلاس اوسترگلند
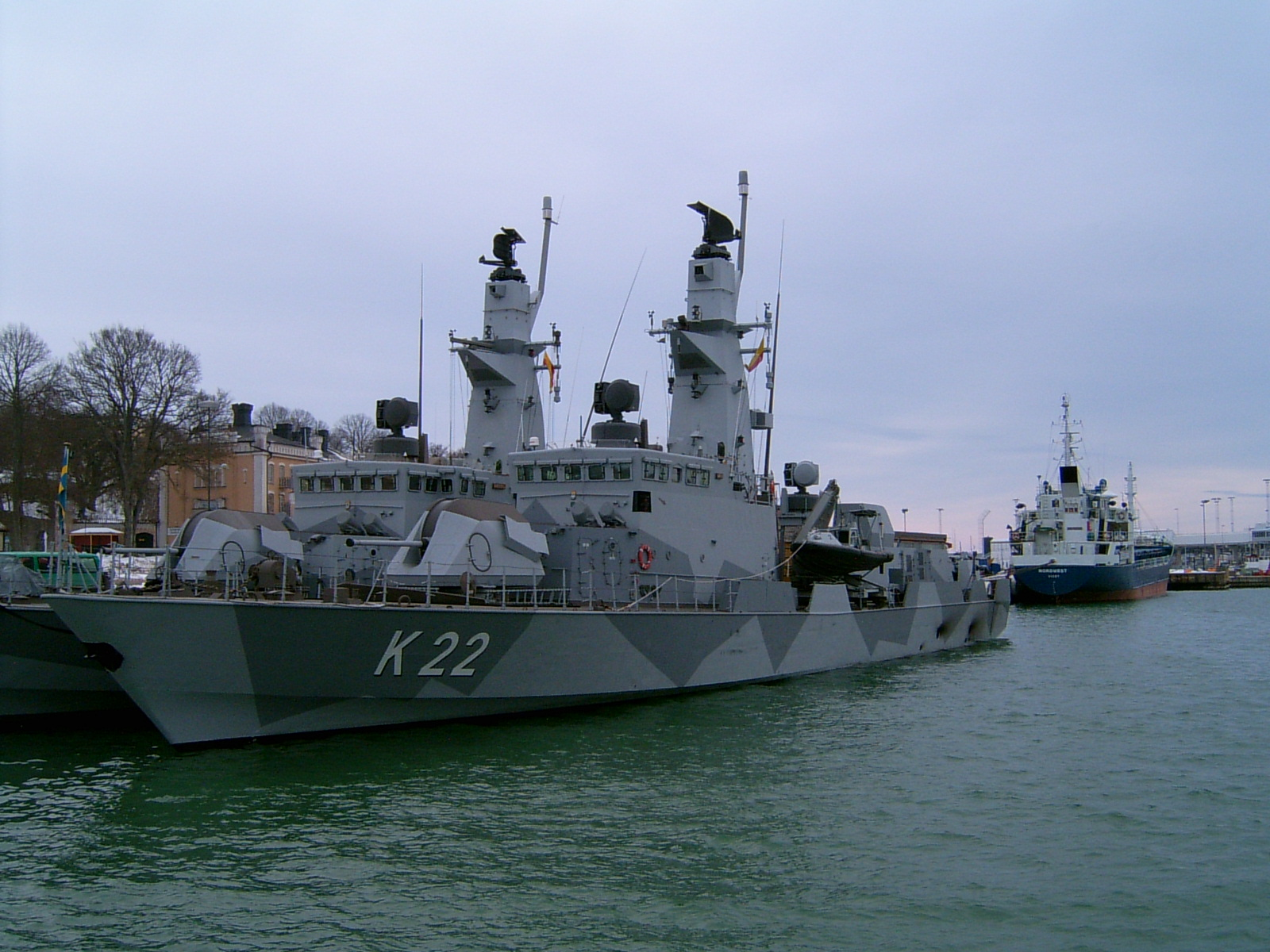
ناوچه کلاس گوتبرگ
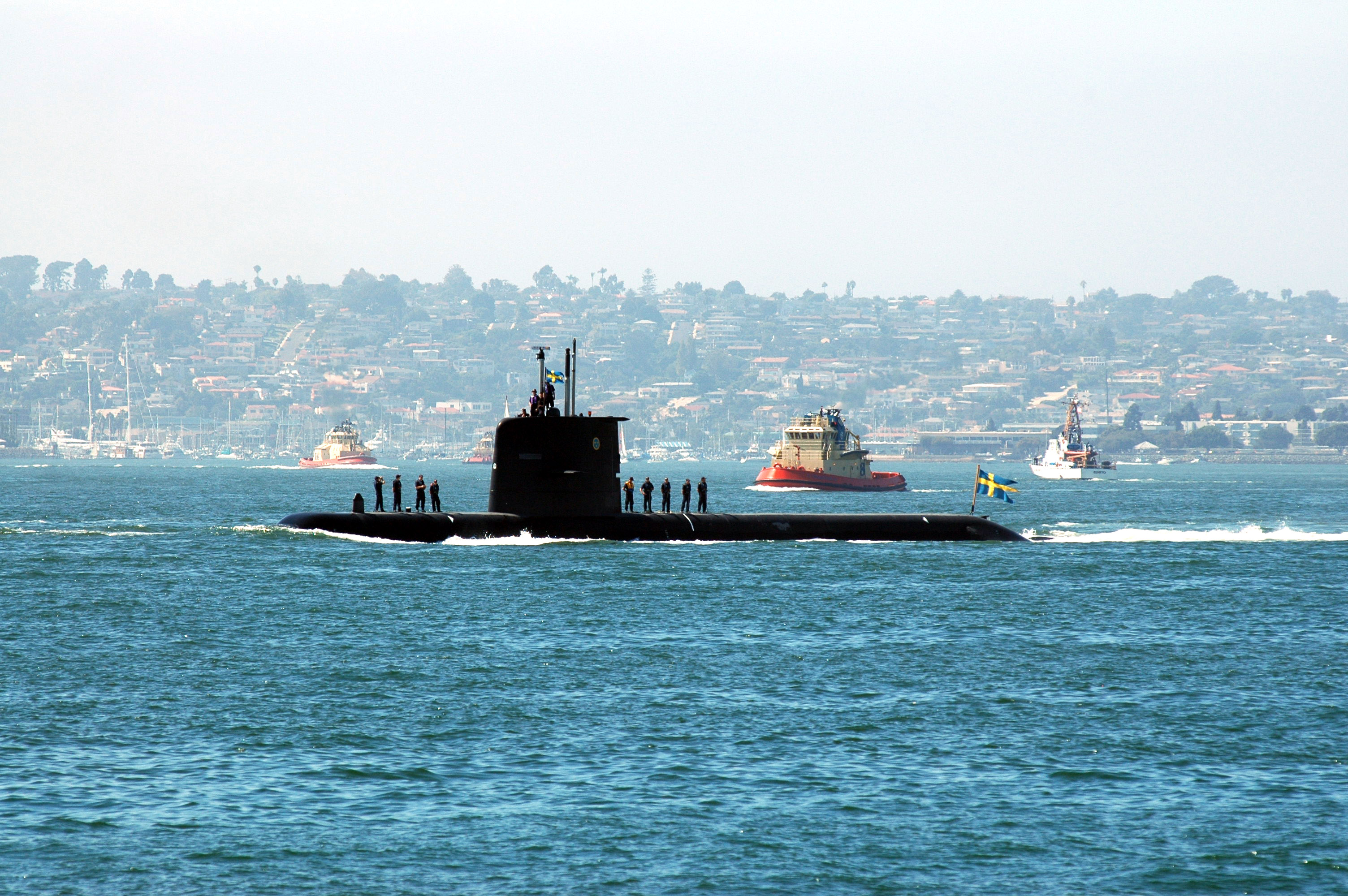
اچ‌اس‌دابلیوام‌اس گوتلاند